# Ioana Tudoran
Ioana Tudoran (ur. 3 sierpnia 1948 w Otopeni) – rumuńska wioślarka, brązowa medalistka olimpijska i wicemistrzyni świata.

## Kariera
Wystąpiła na igrzyskach olimpijskich w Montrealu w 1976, gdzie osada Rumunii w składzie: Ioana Tudoran, Maria Micșa, Felicia Afrăsiloaie, Elisabeta Lazăr i Elena Giurcă (sternik) zdobyła złoty medal w czwórkach podwójnych ze sternikiem. W finale uplasowały się o 2,77 sekundy za osadą NRD oraz 0,27 sekundy za osadą ZSRR. Był to debiut tej konkurencji w programie olimpijskim. Był to zarazem jej jedyny start olimpijski.
W czwórkach podwójnych zdobyła również srebro na mistrzostwach świata w Lucernie (1974). 
Ponadto w tej samej konkurencji zdobyła złote medale na mistrzostwach Europy w Berlinie (1968), mistrzostwach Europy w Tata (1970) i mistrzostwach Europy w Kopenhadze (1971) oraz srebrny podczas mistrzostw Europy w Klagenfurcie (1969). 
Wielokrotnie zdobywała mistrzostwo kraju w jedynkach. Otrzymała tytuły Mistrza Sportu i Emerytowanego Mistrza Sportu.